# Teófobo
Teófobo (em latim: Theophobus; em grego: Θεόφοβος; romaniz.: Theóphobos; m. 842), originalmente Nácer (Nasir, Nasr ou Nusayr, foi um comandante curdo dos curramitas que converteu-se ao cristianismo e colocou-se a serviço dos bizantinos durante o reinado do imperador Teófilo (r. 829–843). Elevado a alto posto e casado na família imperial, a Teófobo foi dado o comando de seus companheiros curramitas e ele serviu sob Teófilo em suas guerras em 837–838 contra o Califado Abássida.
Após a derrota bizantina na Batalha de Anzen, foi proclamado imperador por seus homens, mas não prosseguiu com a reivindicação. Ao invés disso, submeteu-se a Teófilo no ano seguinte e foi aparentemente perdoado. Terminou executado pelo imperador moribundo em 842 para evitar que desafiasse a ascensão de Miguel III, o Ébrio.

## Biografia
Teófobo era de família curda pertencente à aristocracia iraniana. De início foi membro da seita dos curramitas no Irã Ocidental, que estava sendo perseguida pelo Califado Abássida. Em outubro/novembro de 833, foram derrotados pelo exército do califa Almotácime (r. 833–842) sob Ixaque ibne Ibraim. Assim, em 834, Nácer, juntamente com 14 000 outros curramitas, cruzaram o planalto Armênio e se refugiaram no Império Bizantino. Lá, se converteram ao cristianismo, receberam viúvas de famílias militares em casamento e se alistaram no exército bizantino na chamada "turma persa". Nácer, agora batizado como Teófobo ("temente a Deus"), foi colocado no comando desta nova tropa, recebeu o título de patrício e a mão da irmã ou da cunhada de Teófilo em casamento. A adição do corpo "persa" fortaleceu muito as forças armadas bizantinas: seus membros não só foram implacáveis inimigos dos árabes, mas eles podem ter elevado o número de efetivos no exército bizantino em mais de um sexto.

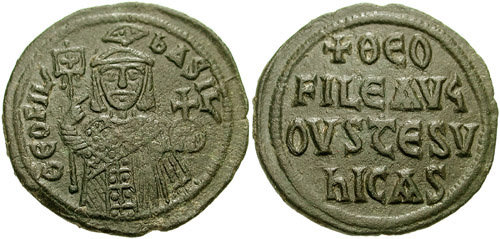
Fólis do imperador Teófilo

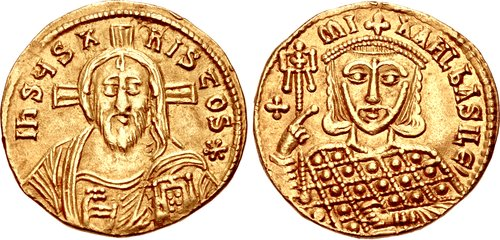
Soldo de r.

Teófobo e a nova tropa curramita participaram com Teófilo em sua vitoriosa campanha de 837 na região do alto Eufrates, onde eles saquearam de forma brutal a cidade Sozópetra. Em setembro do mesmo ano, mais 16 000 curramitas fugiram para o Império Bizantino após uma campanha de repressão na região do Azerbaijão. Teófobo também participou da campanha de 838 contra a invasão do califa Almotácime (r. 833–842). Ele estava na catastrófica derrota bizantina na Batalha de Anzen, onde, supostamente, salvou a vida do imperador (outros registros afirmam que teria sido Manuel, o Armênio a realizar tal feito). Na sequência desta batalha, as "tropas persas" se juntaram em Sinope e declararam Teófobo imperador, provavelmente contra a sua vontade. A exata razão e mesmo a sequência de eventos decorrente são incertas. Porém, após a derrota em Anzen, um rumor se espalhou pelo império de que o imperador havia sido morto e que, aparentemente, Teófobo, que era possivelmente um iconódulo (ao contrário do ferrenho iconoclasta Teófilo) foi escolhido por uma parte da elite bizantina para ser o novo imperador.
De qualquer maneira, Teófobo rapidamente entrou em negociações secretas com o imperador bizantino que, em 839, liderou um exército contra os rebeldes. Teófobo aceitou se render e recebeu de volta seus altos cargos anteriores, liderando por volta de 30 000 homens que ele, supostamente, dividiu em regimentos de no máximo 2 000 e os espalhou entre os diversos temas. Porém, a medida que a saúde de Teófilo piorava — e com o objetivo de assegurar a sucessão de seu filho e herdeiro Miguel III, o Ébrio (r. 842–867) — em 840 ou 842, Teófilo pediu a seu cunhado Petronas que executasse em segredo Teófobo por decapitação.

## Leitura complementar
- Hussey, Joan Mervyn (1966). The Cambridge Medieval History (Volume 4, Part 1): Byzantium and its Neighbours. Cambridge, Reino Unido: Cambridge University Press

- Grégoire, H. (1934). «Manuel et Théophobe ou la concurrence de deux monastères». Byzantion. 9 (2): 183–222

- Letsios, D. (2004). «Theophilos and his 'Khurramite' Policy: Some Reconsiderations». Graeco-Arabica. 9–10: 249–271